# Emilia sonchifolia
Emilia sonchifolia es una especie de planta fanerógama de la familia Asteraceae.

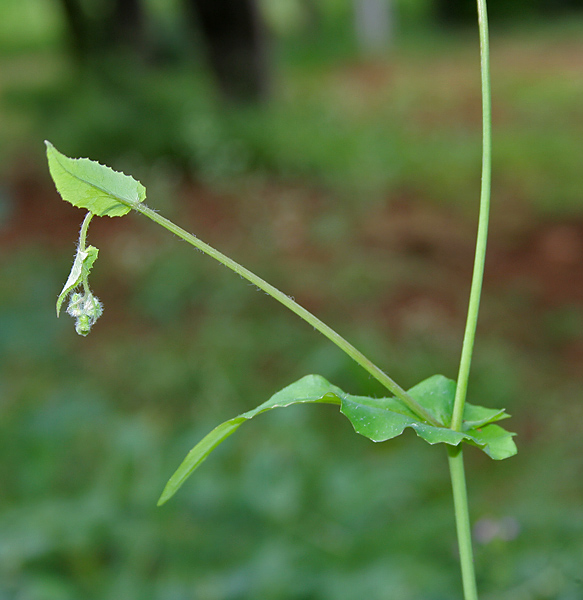
en Hyderabad, India.

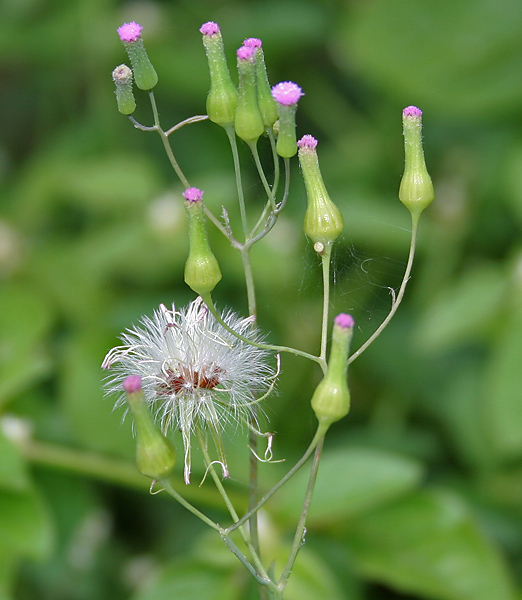
en Hyderabad, India.

## Descripción
Generalmente alcanza un tamaño de menos de 0.6 m de alto; tallos frecuentemente pilosos en la parte inferior. Hojas en su mayoría caulinares, las más inferiores lirado-pinnatífidas, las hojas de la mitad del tallo rápidamente tornándose auriculado-abrazadoras y sésiles pero aún mayormente lirado-pinnatífidas y a veces dentadas, las hojas más altas panduriformes a lanceoladas a lineares y sólo dentadas. Capitulescencias de varios capítulos en pedúnculos largos en la punta del eje principal y sus ramas; capítulos 10–12 mm de largo; involucros 10–12 mm de largo; corolas exertas 0.1–0.5 mm, purpúreas, rosadas al secarse, los lobos siempre menos de l mm de largo. Aquenios 3 mm de largo, costillas con tricomas menudos y clavados; vilano 7–8 mm de largo.

## Distribución y hábitat
Especie común, que se encuentra en áreas perturbadas, en las zonas pacífica y atlántica; a una altitud de 0–500 m; fl y fr todo el año; con distribución pantropical nativa de Asia, en América desde el sur de los Estados Unidos hasta Brasil. 

## Propiedades
Es una planta de la Medicina tradicional china llamada ye xia hong (en chino, 葉下紅).
También es una de las "Diez flores sagradas de Kerala en India, conocida como Dasapushpam.

## Toxicidad
Emilia sonchifolia contiene alcaloides tumorígenos

## Taxonomía
Emilia sonchifolia fue descrita por (L.) DC. ex Wight y publicado en Contributions to the Botany of India 24. 1834.
Sinónimos
- Cacalia sonchifolia Hort ex L.
- Crassocephalum sonchifolium (L.) Less.
- Emilia marivelensis Elmer
- Emilia purpurea Cass.
- Emilia rigidula DC.
- Emilia sinica Miq.
- Gynura ecalyculata DC.
- Prenanthes javanica (Burm.f.) Willd.
- Senecio auriculatus Burm.f.
- Senecio rapae F.Br.
- Senecio sonchifolius (L.) Moench
- Sonchus javanicus (Burm.f.) Spreng.[5][6]